# Giorgio Montorio
Giorgio Montorio (Viadana, 25 luglio 1940) è un fumettista italiano.

## Biografia
Dopo il diploma, segue un corso per corrispondenza di disegno, esordì come fumettista nel 1964 disegnando la serie Alboromanzo Vamp edita dalla Casa Editrice Astoria alla quale seguirono, per lo stesso editore, alcune storie per la rivista horror; crea poi graficamente il personaggio di Teddy Bob , protagonista di una serie scritte da Pier Carpi e disegnata principalmente da lui che verrà pubblicata con successo dal 1966 al 1972. Collabora quindi con le case editrici Universo, Edifumetto ed Editoriale CEPIM per le quali disegna storie a fumetti per le serie Mister No, Campus Girl, Hippy, Lucky e Vampyr; per la Casa Editrice Nerbini nel 1975 crea la serie Le Amazzoni; nel 1976 inizia a collaborare come inchiostratore alla serie Diabolik della casa editrice Astorina dove rimane fino al 1981; collabora anche con altre case editrici di fumetti a storiche riviste italiane come Il Monello, Albo TV, Intrepido, SuperGulp!. Nel 1997 riprende la collaborazione con la Astorina per disegnare la serie Diabolik.

## Riconoscimenti
- Mostra presso La Bottega di via Calvi n. 53 a Mantova dall’11 aprile al 3 maggio 2015.[3]
- Giorgio Montorio – Una matita destinata al fumetto - Biografia dedicata al disegnatore (Edizioni Cammeo)[2][4]